# Fann Wong

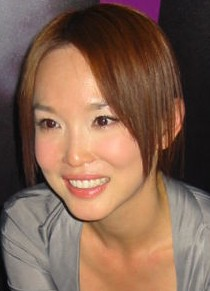
Primo piano di Fann Wong (2005)

Fann Woon Fong, nota come Fann Wong (in cinese 范文芳; Singapore, 27 gennaio 1971), è un'attrice, cantante, modella e conduttrice televisiva singaporiana.

## Biografia
Nel 1992 lavora a Taiwan per uno spot televisivo. Nel 1995 diventa la prima attrice di Singapore a vincere in patria sia il premio come miglior attrice che quello come miglior attrice emergente. Da allora ottiene popolarità in tutta l'Asia negli anni seguenti e diventa anche la prima attrice singaporiana a prendere parte a una pellicola di Hollywood nel 2003 (Due cavalieri a Londra).
Dal 1996 e per tutti gli anni a seguire, ha ricevuto numerosissimi premi singaporiani relativi al cinema. Nel 2005 è stata premiata anche con lo Star Award all'attrice più amata di tutti i tempi.
Dal 1990 è anche cantante ed ha riscosso successo in tutta l'Asia parallelamente alla sua carriera di attrice tenendo concerti in molti Paesi (Cina, Taiwan, Malesia, Vietnam, Hong Kong). Ha registrato anche con il gruppo britannico 911 nel 1999 (Private Number) per il terzo album del gruppo.
Nel 2000 è stata la prima ambasciatrice asiatica del marchio italiano di moda Emporio Armani.
È attiva nel contesto della filantropia. Ha anche organizzato, nel 2003, un programma di beneficenza per pazienti affetti da malattie renali.
Nel 2008 prende parte al film Dance of the Dragon. Nel 2010 è stata nominata dalla CNNGo come una dei 25 attori/attrici asiatiche migliori di sempre.

## Vita privata
Nel 2009 ha sposato l'attore malaysiano Christopher Lee. La coppia ha avuto un figlio, Zed, nel 2014.